# Duane Eddy
Duane Eddy, född 26 april 1938 i Corning i Steuben County, New York, död 30 april 2024 i Franklin, Tennessee, var en amerikansk rockmusiker och gitarrist. Eddy är den mest framgångsrike instrumentalisten i rockhistorien och har sålt mer än 100 miljoner skivor.[källa behövs]
Duane Eddy införde "twang" i rock'n'rollen. Han spelade melodier på de låga gitarrsträngarna för att få ett "mörkt" ljud. Hans låtar kännetecknas även av ekoeffekter och att saxofonen ges stort utrymme. Hans låt "Rebel Rouser" från juli 1958 är en av 1950-talets mest populära instrumentala rock'n'roll-hits. Några andra framgångsrika låtar med honom var "Rebel-'Rouser" från 1958, "Peter Gunn", "Forty Miles of Bad Road" (båda 1959), "Because They're Young" och "Shazam" från 1960. Majoriteten av de egna låtarna skrev han tillsammans med Lee Hazlewood. Den sista större framgången för honom på 1960-talet var 1962 års "(Dance with the) Guitar Man" som blev en hitsingel i USA, England och Skandinavien. Under samma decennium prövade han även på skådespeleri i några filmer.
En nyinspelning av "Peter Gunn" med Art of Noise gav honom 1986 en Grammy för bästa utförande av instrumental rock. Han valdes in i Rock and Roll Hall of Fame 1994.
För svenskar är inspelningen av den egna låten "Goofus" den mest igenkända; den har spelats i radion i stort sett varje lördagsmorgon sedan 1968 då den är signaturmelodi till Ring så spelar vi. Låten är hämtad från skivan The Roaring Twangies från 1967. Kompositionen skrevs 1930 och hade dessförinnan spelats in av bland andra Les Paul 1950. Albumet förbisågs på sin tid och har aldrig getts ut på CD.